# Vanilla aphylla
Vanilla aphylla är en orkidéart som beskrevs av Carl Ludwig von Blume. Vanilla aphylla ingår i släktet Vanilla och familjen orkidéer. Inga underarter finns listade i Catalogue of Life.

## Bildgalleri

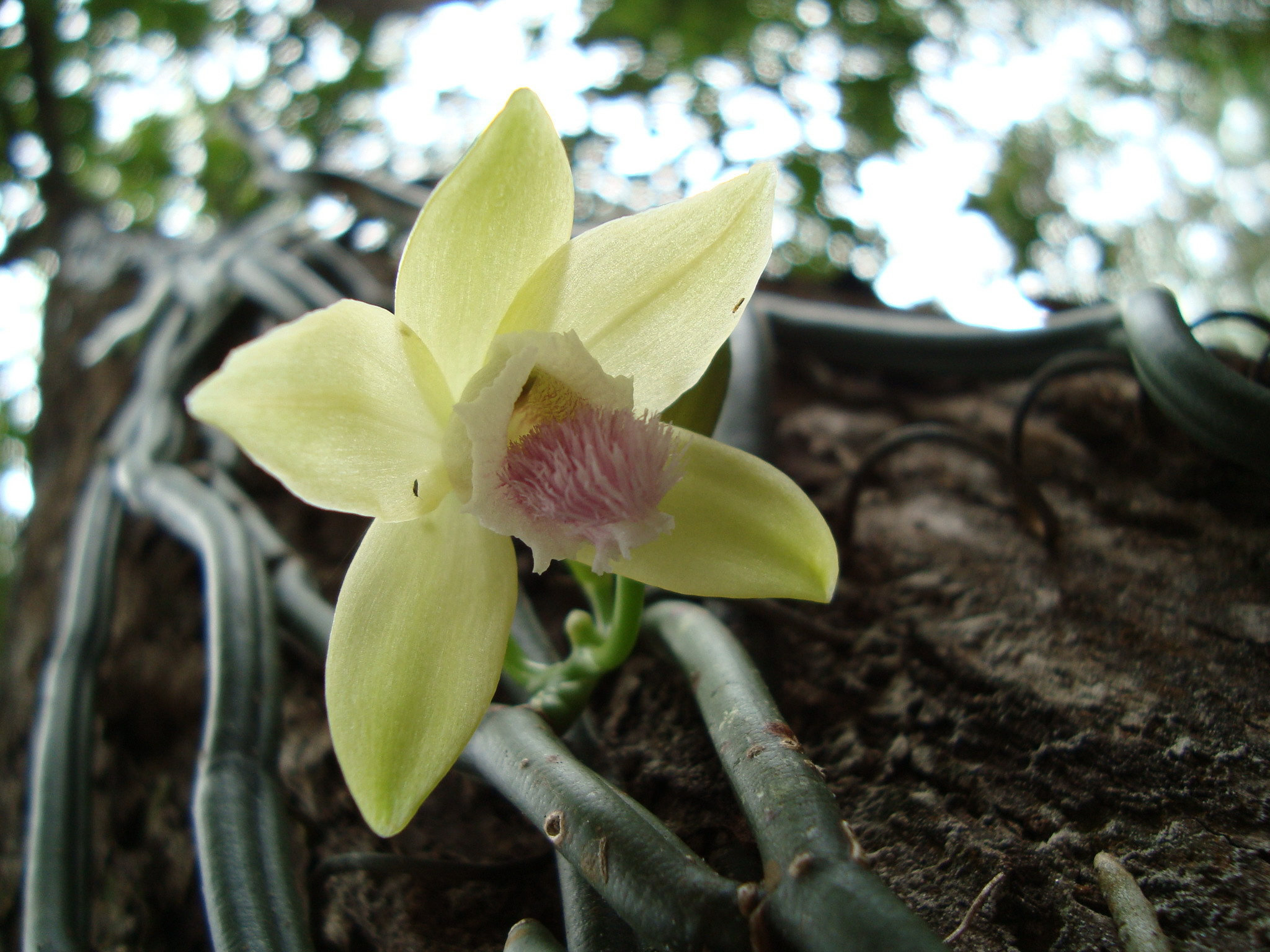